# 毛文炳
毛文炳（？—1644年），字夢石，河南鄭州（今河南省鄭州市）人，明朝政治人物，同進士出身。李自成破太原後，不屈被殺。

## 生平
崇禎元年（1628年）登戊辰科進士，初任壽陽縣知縣，改榆次縣知縣，乙亥擢禮科給事中，丁憂歸。服闋，仍補禮科。己卯學士楊嗣昌督師，商議調動民兵討賊。毛文炳上言反對，得到崇禎帝採納。出為山西冀寧道兵備副使，駐守太原。
崇禎十七年（1644年）正月，李自成農民軍逼近太原。毛文炳隨巡撫蔡懋德、布政使趙建極等協力守城。二月城破，蔡懋德自縊。趙建極、毛文炳、僉事畢拱辰三人被執，大罵李自成，皆被殺。